# Cola Boy
Cola Boy var en elektronisk musikduo aktiva under 1990-talets början bestående av Janey Lee Grace och Andrew Midgley. De fick en hit med låten "7 Ways To Love" som gavs ut i januari 1991. Senare samma år gavs deras andra singel "He is Cola" ut, som inte blev någon hit. Efter den andra singeln bröts skivkontraktet av deras dåvarande skivbolag Arista Records och förnyades aldrig. Cola Boy gick i graven i slutet av 1991.
Senare under 1990-talet skulle Cola Boy utvecklas till att bli den populärare indie-popgruppen Saint Etienne.

## Diskografi
Singlar
- "He Is Cola" (1991)
- "7 Ways To Love" (1991)